# Universidad Tecnológica de Mineral de la Reforma
La Universidad Tecnológica de Mineral de la Reforma (UTMiR) es una institución pública de educación superior ubicada en la ciudad de Mineral de la Reforma, en el Estado de Hidalgo, México.

## Historia
El 1 de diciembre de 2014 inicio las actividades en la Universidad Tecnológica de Mineral de la Reforma. Con 100 estudiantes y tres programas académicos: Turismo en el área de Hotelería, Agrobiotecnología Área Vegetal, y Multimedia y Comercio Electrónico. A la ceremonia asistieron el titular de la Secretaría de Educación de Hidalgo, Joel Guerrero Juárez; el delegado estatal de la SEP, José Raimundo Ordóñez Meneses y el alcalde de Mineral de la Reforma, Filiberto Hernández Monzalvo.
A partir de septiembre de 2015, adoptó el modelo “BIS” (Bilingüe, Internacional y Sustentable), que intensifica el dominio del idioma inglés. En 2019 aampliósu oferta educativa con la apertura de la carrera en Gastronomía.

## Oferta educativa
La oferta educativa de la Universidad Tecnológica de Mineral de la Reforma es:
- Técnico Superior Universitario
  - Tecnologías de la información y la comunicación, Área multimedia y comercio electrónico
  - Turismo, Área hotelería
  - Agrobiotecnología, Área Vegetal
  - Gastronomía
  - Administración, Área Capital Humano

- Ingeniería
  - Tecnologías de la información y la comunicación

- Licenciatura
  - Gestión y Desarrollo Turístico

## Rectores
- Roberto Diez Gutiérrez (2014-2018).[5]
- Víctor Manuel del Villar Delgadillo (2018-actual).[6]

## Campus
En agosto de 2016, la UTMiR recibió la exhacienda de Chavarría, para ser utilizada como instalaciones. La exhacienda se recibió una parte en donación, y otra parte en compra por parte del Gobierno del Estado de Hidalgo. En agosto de 2017, inició actividades en su nuevo edificio, el casco de la hacienda fue modificado para albergar doce aulas, dos laboratorios (inglés y computación), biblioteca, cubículos de docencia, laboratorios de hotelería, cafetería, áreas administrativas, auditorio para 200 personas, estacionamiento y áreas deportivas. La remo delación y el acondicionamiento, contó con un presupuesto de 130 millones de pesos, más 5 millones de pesos para equipamiento y mobiliario. El área deportiva, contempla una cancha de futbol y una de basquetbol. Además, la cuenta con nueve villas, utilizadas como laboratorios de Turismo. También tendrá el Despacho de rectoría, y está prevista la construcción de una biblioteca y centro de información.